# 沈惟敬
沈 惟敬（しん いけい、拼音：Shěn wéijìng、シェン・ウェイジン、? - 1597年（万暦25年））は、万暦朝鮮の役（文禄・慶長の役）における明の使節。

## 人物
嘉興府平湖県の出身。若いときから弁舌に巧みで、明に仕官した。
万暦21年（1593年）5月、沈惟敬は小西行長とともに渡海して日本に赴き、豊臣秀吉と面会した。沈惟敬は秀吉と交渉し、朝鮮の領土の半分を日本に割譲すること、明朝の皇女を秀吉に降嫁することなど、七か条からなる厳しい条件に合意した。沈惟敬はこれを独断で承諾し、同行していた謝用鉉や徐一貫らに対しては、秀吉がすでに明朝に朝貢し、撤兵に同意したと虚偽の報告を行った。
これを受けて明朝は、方亨昇を正使、沈惟敬を副使として日本に派遣し、冊封の使節とした。しかし実際には、沈惟敬は秀吉に対して七か条の条件はすべて実現不可能であると告げた。
万暦25年（1597年）2月、豊臣秀吉は再び朝鮮に大規模な侵攻を行い、史上「丁酉再乱」と称される戦役が勃発した。朝鮮半島の再戦に激怒した万暦帝は、沈惟敬らを逮捕させ、関係者の石星も罷免されて取り調べを受けた。二人はともに投獄され、万暦29年（1597年）9月末、沈惟敬は関係者19名とともに処刑された。

## 秀吉毒殺説
朝鮮で刊行されたさまざまな野史（私撰歴史書）を集大成して18世紀に編纂された『燃藜室記述』には、「秀吉は沈惟敬によって毒殺された」と記述されている。しかし、年代の辻褄が適合せず信憑性はかなり低い。実際に沈惟敬が来日・離日したのは慶長元年（1596年）であり、秀吉が死亡したのはその2年後（1598年）となる。